# Bourdic (rivière)
Pour les articles homonymes, voir Bourdic (homonymie).
Le Bourdic est une rivière française dans le département du Gard, dans la région Occitanie, affluent en rive gauche du Gardon, donc sous-affluent du Rhône. 

## Géographie
D'une longueur de 25 km, le Bourdic nait à quelque 225 m d'altitude sur le territoire d'Aigaliers, et s'appelle le ruisseau des Prés dans sa partie haute sur cette commune.
Le Bourdic rejoint le Gardon au sud du village du Russan sur la commune Sainte-Anastasie, à l'altitude 50 mètres.

## Communes et cantons traversés
Dans le seul département du Gard, le Bourdic traverse dix communes et deux cantons :
- dans le sens amont vers aval : Aigaliers (source), Baron, Foissac, Serviers-et-Labaume, Collorgues, Aubussargues, Garrigues-Sainte-Eulalie, Bourdic, Dions, Sainte-Anastasie (confluence).

Soit en termes de cantons, le Bourdic prend source dans le canton d'Uzès, conflue dans le canton de Saint-Chaptes.

## Affluents
Le Bourdic a sept affluents référencés dont le principal affluent est le Valat de Gouloubert, long de 9,7 kilomètres :
- le ruisseau de Bourdiguet (rg) 4,7 km sur les deux communes de Aigaliers et Baron, avec un affluent :
  - le ruisseau de la Font du Buis (rd) 3,8 km sur les deux mêmes communes de Aigaliers et Baron.
- le valat de Briançon (rd) 2,8 km sur la commune de Baron.
- le valat d'Arrier (rg) 3,9 km sur les trois communes de Aigaliers, Foissac et Serviers-et-Labaume.

.................Géoportail signale de plus un ruisseau supplémentaire en rive gauche :
- le ruisseau de Pucheirol (rg) à la limite des communes de Aubussargues et Serviers-et-Labaume.

....................................................( supplémentaire selon Géoportail )
- le ruisseau le Riançon (rg) 4,6 km sur les trois communes de Arpaillargues-et-Aureillac, Aubussargues, et Bourdic.
- le ruisseau du Friquet (rg) 4,9 km sur les quatre communes de Arpaillargues-et-Aureillac, Blauzac, Bourdic et Sainte-Anastasie, avec un affluent :
  - le ruisseau de Larrière (rd) 3,2 km sur les deux communes de Arpaillargues-et-Aureillac, Bourdic.
- le ruisseau le Boudre (rg) 2,8 km sur la seule commune de Sainte-Anastasie.
- le valat de Gouloubert (rd) 9,7 km sur les cinq communes de Collorgues, Dions, Garrigues-Sainte-Eulalie, Saint-Chaptes, Sainte-Anastasie avec deux affluents :
  - le ruisseau de Devois (rg) 6 km sur les trois communes de Aubussargues, Garrigues-Sainte-Eulalie, et Saint-Chaptes, avec un affluent :
    - le ruisseau des Agaux (rd) 3,7 km sur la seule commune de Garrigues-Sainte-Eulalie.

  - le Rieu (rd) 5,1 km sur les trois communes de Collorgues, Saint-Chaptes, et Saint-Dézéry.

Le valat de Gouloubert s'appelle aussi le ruisseau de l'Arrière dans sa partie haute, puis le ruisseau de la Cottin.

## Hydrologie
Le Bourdic a eu une station hydrologique à Aubussargues entre 1988 et 1991. Pour un bassin de 33,7 kilomètres carrès, le module était de 0,498 m3/s Son débit instantané a été de 29,20 m3/s le 13 octobre 1990 et son débit journalier maximal de 7,74 m3/s le même jour.

## Pêche
Le Bourdic est un cours d'eau de deuxième catégorie (truites, brochets).

## Crues
Les 8 et 9 septembre 2002, le Bourdic a presque entièrement inondé le village de Bourdic, dépassant de plus de 1,50 m le niveau du pont.

## Toponyme
Le Bourdic a donné son hydronyme à la commune de Bourdic.